# Worms 2: Armageddon
Worms 2: Armageddon (w wersji na komputery osobiste wydana pod nazwą Worms Reloaded) – komputerowa strategiczna gra turowa, wyprodukowana i wydana przez brytyjskie studio Team17. Jej premiera odbyła się 1 lipca 2009 roku w wersji na konsolę Xbox 360, w 2010 roku zostały wydane jej edycje na konsolę PlayStation 3, platformy Microsoft Windows i Macintosh oraz system operacyjny iOS, a w 2013 roku na platformę Android. Jest to część serii gier komputerowych Worms, oparta na Worms Armageddon z 1999 roku i wydana w dystrybucji cyfrowej.
W Worms 2: Armageddon gracz kieruje grupą liczącą do czterech dżdżownic, której zadaniem jest wyeliminowanie drużyny przeciwnika. Cel ten można osiągnąć przy użyciu różnych rodzajów broni i narzędzi, które wykazują odmienną przydatność w różnych warunkach pola bitwy. W stosunku do poprzednich części serii gra została wzbogacona o nowe tryby rozgrywki. Cechuje ją humor i kreskówkowa oprawa graficzna, dostosowana do osiągów siódmej generacji platform konsolowych. Worms 2: Armageddon została pozytywnie odebrana przez krytyków, którzy chwalili rozgrywkę oraz odświeżoną oprawę graficzną.

## Rozgrywka
Worms 2: Armageddon jest strategiczną grą turową, w której gracze na przemian kierują swoimi drużynami, złożonymi z najwyżej czterech dżdżownic, na dwuwymiarowej planszy. Każda tura polega na pokierowaniu przez gracza jedną z dżdżownic należącą do jego drużyny tak, aby zadać jak największe obrażenia robakom z pozostałych drużyn w celu ich wyeliminowania; możliwe są: ruch w lewo lub prawo, skoki oraz użycie jednego rodzaju broni.
Posiadane rodzaje broni mają różne właściwości, np. na lot pocisku z bazooki wpływa kierunek i siła wiatru, granat wybucha z wybranym przez gracza opóźnieniem, a strzelba umożliwia oddanie w ciągu danej tury dwóch niezależnych strzałów. Gra zawiera również wymyślone rodzaje broni, podkreślające jej specyficzny humor, przykładowo superowcę parodiującą Supermana, bombę bananową o wysokiej sile rażenia i święty granat ręczny znany z filmu Monty Python i Święty Graal. Do dyspozycji gracza oddano szereg różnorodnych narzędzi zwiększających mobilność członka drużyny, na przykład linę czy plecak odrzutowy. Użycie części broni powoduje zniszczenia terenu, na którym znajdują się dżdżownice.
Rozgrywkę komplikują dodatkowe zasady. Każda tura trwa określoną liczbę sekund, co motywuje gracza do szybkiego działania; można również ograniczyć czas całej rozgrywki. Ponadto na planszy znajdują się miny aktywowane po wykryciu w pobliżu jakiegokolwiek robaka (z losowym czasem detonacji) oraz beczki z łatwopalnym materiałem. Na planszach otwartych wypadnięcie dżdżownicy z planszy lub jej wpadnięcie do wody jest równoznaczne z natychmiastowym jej wyeliminowaniem. Ponadto w trakcie rundy może nastąpić zrzut skrzynek zawierających dodatkowe punkty zdrowia dla robaków (apteczki), broń lub narzędzia.
W stosunku do poprzednich części serii dodano nowe rodzaje broni, np. Zakłamanego Bizona, szarżującego na cele i wybuchającego w ich pobliżu czy też błyskawicę umożliwiającą wyleczenie rannych robaków oraz wskrzeszenie wyeliminowanych. Niektóre typy broni zostały zapożyczone z części serii na przenośne platformy, np. bunkrołamacz drążący planszę, który wybucha w pobliżu znalezionego robaka.

### Tryby gry
W Worms 2: Armageddon dostępne są dwa podstawowe tryby rozgrywki. W trybie gry jednoosobowej gracz może walczyć z komputerową drużyną w kampanii, która składa się z 30 podstawowych i 5 dodatkowych misji. Za wykonanie misji gracz otrzymuje monety, które może wydać na kupno nowych rodzajów broni, czapek dla robaków, plansz czy dodatkowych zadań. Możliwa jest również rywalizacja z coraz liczniejszymi i bardziej doświadczonymi drużynami komputerowymi (tryb Strefa walk) oraz rozegranie gry niestandardowej. Nowością w stosunku do poprzednich części serii jest tryb Jatka, w której gracz musi jak najdłużej stawić opór losowo pojawiającym się oddziałom przeciwnika, przy czym każdy kolejny robak wroga ma więcej punktów zdrowia; tryb ten pojawił się początkowo w komputerowej wersji gry.
W trybie gry wieloosobowej udział wziąć może jednocześnie do czterech graczy, przy czym każdy z nich ma możliwość dostosowania wyglądu swojej drużyny, nazw wchodzących w jej skład robaków oraz ich język, którego używają komentując akcje gracza (lub ich brak). Gracze mogą toczyć pojedynki przy jednym komputerze (tzw. hot seat) oraz w sieci lokalnej lub poprzez Internet. Dostępne są następujące tryby:
- Deathmatch (tryb klasyczny), w którym drużyny walczą do momentu, gdy tylko jedna z nich pozostanie na planszy;
- Forty, w którym każda z drużyn zajmuje fortecę;
- Wyścig (debiutujący w serii), w którym głównym celem zamiast zabijania innych robaków jest dotarcie do punktu ewakuacji.

## Produkcja i wydanie
Po sukcesie wydanej na Xbox Live Arcade gry Worms z 2007 roku jej twórcy ze studia Team17 zdecydowali się na produkcję jej kontynuacji. 24 czerwca 2009 roku zapowiedziana została Worms 2: Armageddon, również przeznaczona do wydania na konsolowej platformie Microsoftu. Twórcy potwierdzili prace nad stworzeniem odnowionych silników graficznego i fizycznego, jak również nad implementacją dodatkowych trybów rozgrywki i plansz. 4 marca 2009 roku Team17 opublikowało na portalu Facebook pierwsze zrzuty ekranu z gry, a 30 czerwca 2009 roku światło dzienne ujrzał jej oficjalny zwiastun.
Po premierze gry, która odbyła się 1 lipca 2009 roku, jej możliwości były rozszerzane. 7 lipca 2010 roku na Xbox Live opublikowany został dodatek DLC pod nazwą Battle Pack, który zawierał nowe rodzaje broni, pakiet misji oraz dotychczas niedostępny tryb Jatka.
26 sierpnia 2010 roku na platformie Steam premierę miała specjalna wersja Worms 2: Armageddon, przeznaczona na komputery osobiste Worms: Reloaded. Od konsolowego oryginału różniła się ona obecnością pakietu 60 misji, trybu Jatka oraz edytora krajobrazu, umożliwiającego stworzenie i zapisanie własnych plansz, na których ma toczyć się rozgrywka. Wydanie Worms: Reloaded poprzedziło opublikowanie dwóch oficjalnych zwiastunów 30 lipca i 12 sierpnia 2010 roku. Trzeci zwiastun, prezentujący możliwości modyfikacji zasad rozgrywki, ukazał się 16 sierpnia 2010 roku, a czwarty, pokazujący rozgrywkę jednoosobową, miał premierę 24 sierpnia 2010 roku. 8 września 2010 roku została wydana wersja Worms 2: Armageddon na konsolę PlayStation 3, natomiast 27 października 2010 roku na system operacyjny iOS.
30 czerwca 2011 roku komputerowa wersja gry została wzbogacona o kolejne dodatki DLC. Forts Pack oferował 20 dodatkowych misji w trybie gry jednoosobowej oraz 10 nowych twierdz do rozgrywki wieloosobowej. Puzzle Pack zawierał zestaw kolejnych misji, natomiast Retro Pack dodawał 15 scenariuszy znanych z najstarszych gier z serii, które dostosowano do nowej oprawy graficznej. Pakiety te zostały w sierpniu 2011 roku przeniesione także na konsolową wersję gry; ponadto 23 sierpnia na PlayStation Network ukazał się Time Attack Pack, a 14 września 2011 roku na Xbox Live Arcade premierę miał Mayhem Pack, powiązany z premierą gry Worms: Ultimate Mayhem.

## Odbiór gry

### Wersja konsolowa
Gra w wersji konsolowej spotkała się z pozytywnym odbiorem. Redaktor portalu IGN, Daemon Hatfield uznał Worms 2: Armageddon za jedną z najbardziej ekscytujących i zabawnych strategicznych gier turowych. Zdaniem Guya Cockera ze strony GameSpot gra łączy w sobie najlepsze elementy poprzednich części serii. Według Dale'a Nardozziego ze strony TeamXbox Worms 2: Armageddon jest dobrą odpowiedzią na sukces gry Worms z 2007 roku.
Recenzenci chwalili bardziej dopracowany niż w poprzedniej części tryb gry jednoosobowej. Cocker ocenił zawarte w nim misje jako „dobrze zaprojektowane i zabawne”, jak również pomocne w ćwiczeniu obsługi określonych rodzajów broni. Za wadę tego trybu uznał natomiast nagły, gwałtowny wzrost poziomu trudności po pierwszych 20 misjach. Według Hatfielda tryb gry jednoosobowej jest „bardziej krzepki” niż w Worms z 2007 roku. Nardozzi uznał tryb za zróżnicowaną i pełnoprawną część gry, w przeciwieństwie do poprzedniej, obliczonej tylko na grę wieloosobową części.
Również rozgrywka wieloosobowa przypadła krytykom do gustu. Cocker uznał ofertę trybów gry za „znakomitą” ze względu na oficjalną obsługę zarówno meczów rankingowych, jak i pozarankingowych. Nardozzi chwalił możliwość dostosowania każdego typu meczu do potrzeb rozgrywki, a Hatfield stwierdził, że nie napotkał błędów technicznych w rozgrywce wieloosobowej.
Oprawa audiowizualna także uzyskała pozytywne oceny. Hatfield ocenił oprawę wizualną jako „efektowną”, a Cocker docenił takie efekty wizualne i animacje, jak ogień oraz dym wydobywający się z dotkniętego pożarem terenu. Również Nardozzi ocenił oprawę graficzną jako nadającą grze poczucia estetyki. Recenzenci chwalili głosy dżdżownic, wskazując na ich zróżnicowanie i swoisty humor, aczkolwiek Nardozzi przyznał, że część z nich jest irytująca.

### Wersja na komputery osobiste
Worms Reloaded na komputery osobiste również została pozytywnie przyjęta przez krytyków, choć podchodzili oni do niej bardziej sceptycznie niż w przypadku wersji konsolowej. Recenzenci przyznawali, że zmiany w porównaniu z oryginalnym Worms 2: Armageddon są marginalne. Na jaw wyszła też część problemów niezauważonych w konsolowej wersji. Krystian Smoszna ze strony Gry-Online negatywnie ocenił ograniczenie liczby robaków na planszy do 16 (w Worms Armageddon z 1999 roku można było ich rozmieścić 48), natomiast redaktor GameSpotu, Justin Calvert skrytykował zachowanie sztucznej inteligencji, zauważając, że komputerowe dżdżownice posuwają się do ruchów samobójczych, co nie przeszkadza im w bardzo dokładnym rzucaniu granatami w robaki gracza. Richard Cobbett z brytyjskiego „PC Gamera” ocenił tryby gry jednoosobowej jako nudne, krytykując także początkową niestabilność rozgrywki przez Internet. Uznał także za zbyt wielki interfejs użytkownika. Niemniej rekomendowano również wersję komputerową: Calvert chwalił nowoczesną oprawę graficzną oraz znakomitą rozgrywkę, a Cobbett opisał Worms Reloaded jako „prostą, piękną grę”, która przypadnie do gustu miłośnikom serii oraz nowym graczom.